# 都名所図会

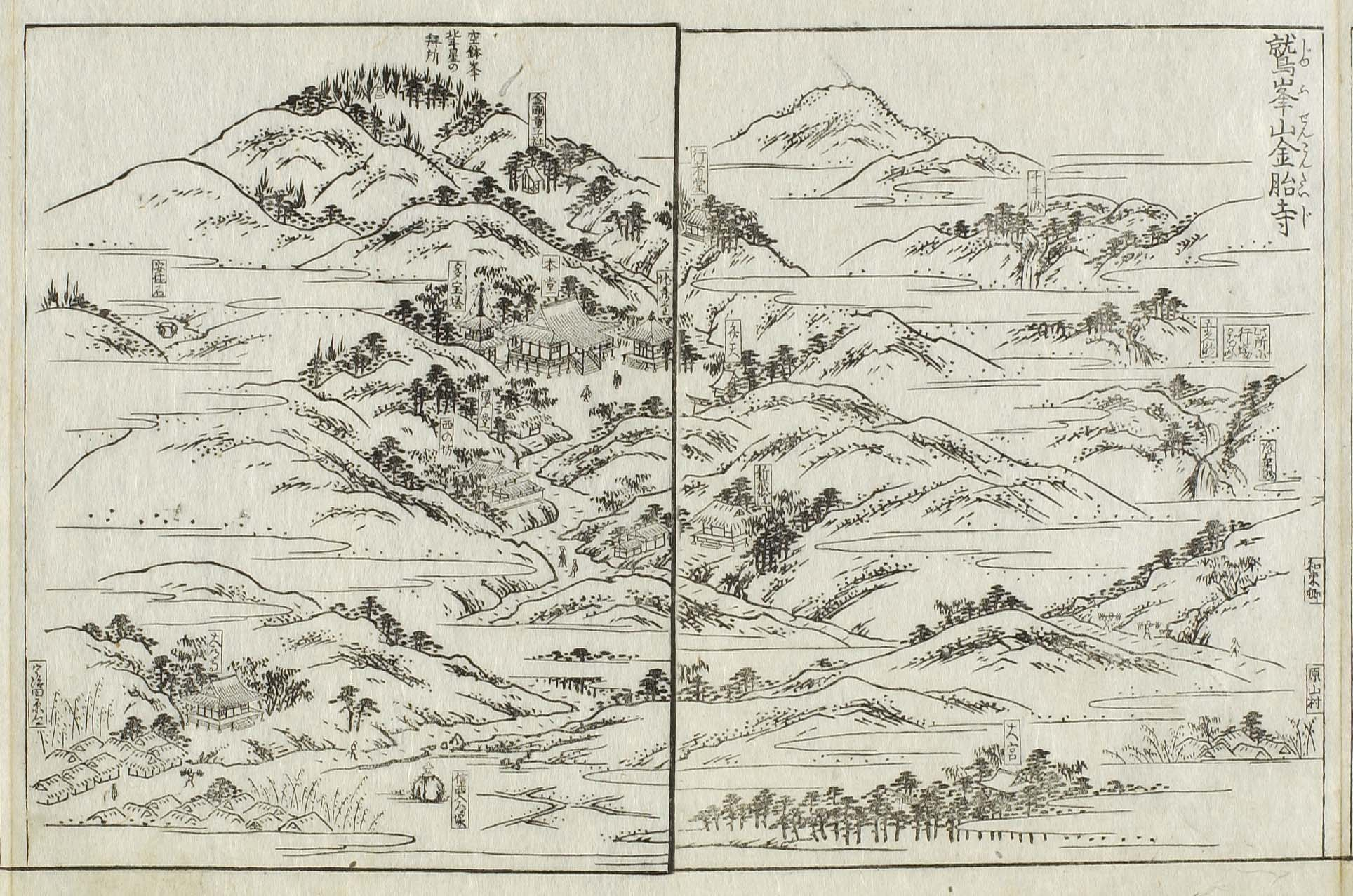
金胎寺鳥瞰図

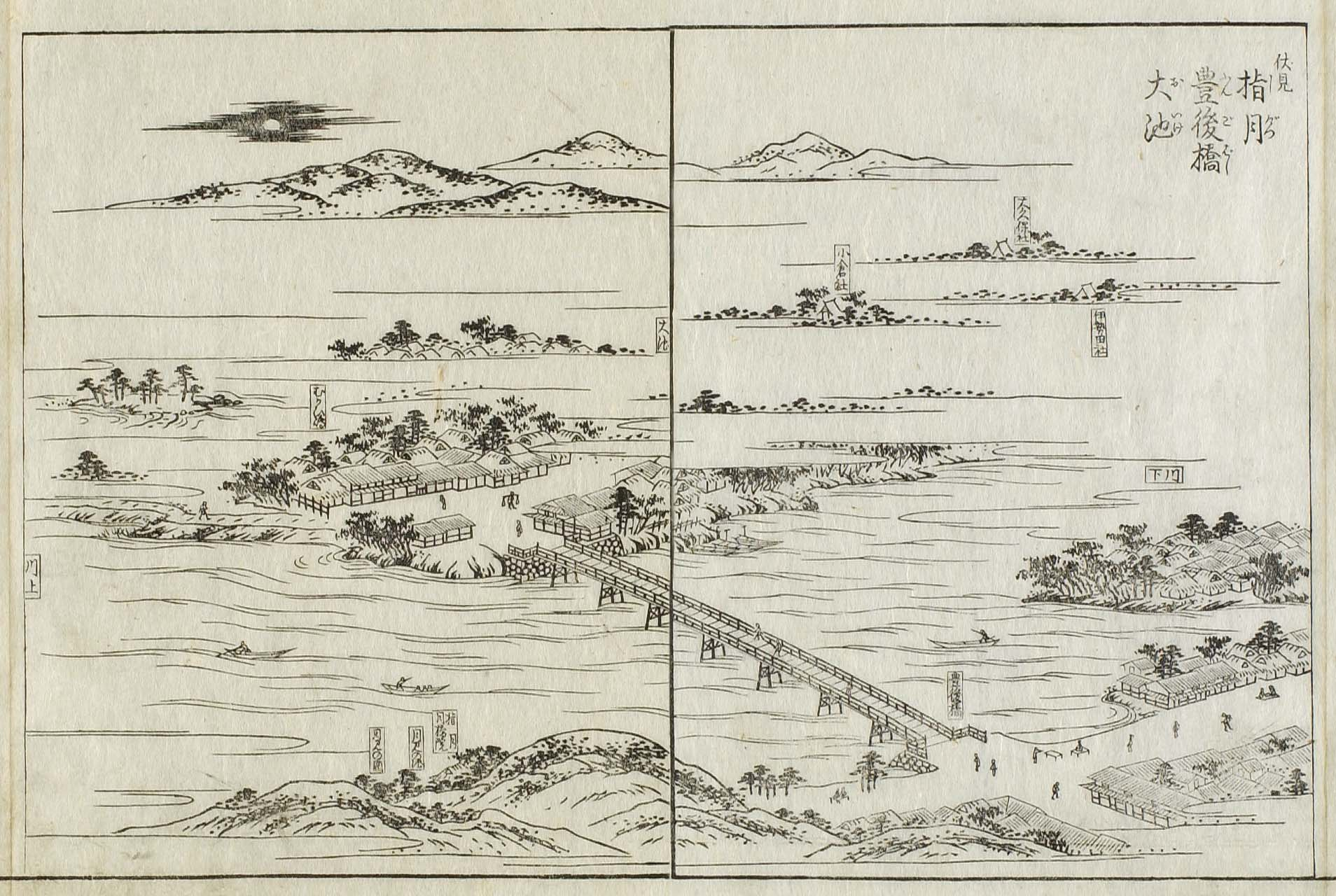
巨椋の入り江（巨椋池）

『都名所図会』（みやこめいしょずえ）は、江戸時代後期に刊行された京都に関する地誌。「都名所」と称しているものの、その記述内容は洛中・洛外に限らず広く山城国全域に及んでいる。文章は秋里籬島・挿絵は竹原春朝斎。全6巻11冊。

## 概要
1780年（安永9年）に刊行され、好評を博したために1787年（天明7年）になって続編である『拾遺都名所図会』が出された。実地踏査に基づいて、代表的な名所だけではなく、隠れた名所や伝説・名物などについても詳細な解説を施し、更に豊富な鳥瞰図や風俗図などの挿絵が広い支持を受け、各種名所図会刊行のきっかけとなった。収録地域は、巻1から3では主として京都市中を、巻4と5では京都郊外の山城各地域（宇治・八幡など）を取り上げている。これはこの著に先行する「京童」「京雀」などに倣ったものであった。

## 刊行文献
- 『新訂 都名所図会』市古夏生・鈴木健一校訂、ちくま学芸文庫（全5巻）、1999年。
- 『都名所図会 上』竹村俊則校注、角川文庫、1968年。
- 『都名所図会 下』竹村俊則校注、角川文庫、1968年。
- 『都名所図会 新版』竹村俊則校注、角川書店、1976年。

別著作の校訂版
- 『都林泉名勝図会　京都の名所名園案内』 講談社学術文庫（上・下）、2000年。白幡洋三郎監修
- 『東海道名所図会 新訂』 ぺりかん社（上・中・下）、2001年。粕谷宏紀監修

## 関連文献
- 『江戸雀、増補江戸咄、京童、京童跡追、京雀、難波鑑』国書刊行会〈近世文芸叢書 第1〉、1910年。
- 増補京都叢書刊行会 編『京童、京童跡追、洛陽名所集、京雀』増補京都叢書刊行会〈亰都叢書 第1 増補〉、1933年。
- 増補京都叢書刊行会 編『扶桑京華志、日次記事、山城名所寺社物語、都花月名所』増補京都叢書刊行会〈亰都叢書 第2 増補〉、1934年。
- 増補京都叢書刊行会 編『近畿歴覧記、雍州府志』増補京都叢書刊行会〈亰都叢書 第3 増補〉、1934年。
- 増補京都叢書刊行会 編『出来齋京土産、京師巡覧集』増補京都叢書刊行会〈亰都叢書 第4 増補〉、1934年。
- 増補京都叢書刊行会 編『菟藝泥赴、京城勝覧、洛陽十二社霊験記』増補京都叢書刊行会〈亰都叢書 第5 増補〉、1934年。
- 増補京都叢書刊行会 編『京羽二重、京羽二重織留』増補京都叢書刊行会〈亰都叢書 第6 増補〉、1934年。